# Pterolophia obovata
Pterolophia obovata là một loài bọ cánh cứng trong họ Cerambycidae.